# Garrard Engineering and Manufacturing Company
La Garrard Engineering and Manufacturing Company di Swindon, nel Wiltshire, era un'azienda britannica famosa per la produzione di giradischi di alta qualità. 

## Storia
L'azienda venne costituita dalla gioielleria Garrard & Co nel 1915. 
Nel 1960 l'azienda venne venduta a Plessey, un conglomerato di elettronica.
Durante il periodo 1976-1978, Garrard sviluppò la nuova tecnologia dei videodischi. Sebbene il team abbia riconosciuto il potenziale futuro di questa tecnologia di archiviazione dei dati, Plessey scelse di non investire in questa nuova tecnologia. Dopo diversi anni di declino, Garrard venne venduta da Plessey alla Gradiente Electronics del Brasile nel 1979 e la produzione in serie venne trasferita in Brasile (Manaus). La restante attività di ricerca e sviluppo Garrard a Swindon venne ridotta a un'operazione scheletro fino alla completa chiusura nel 1992. Quando, nel 1997, Gradiente concesse in licenza il nome Garrard a Terence O'Sullivan, che operava come Loricraft Audio.
Tra il 1992 e il 1997, il marchio Garrard venne concesso in licenza ad alcune società negli Stati Uniti, che hanno importato, con il nome Garrard, alcuni articoli elettronici realizzati da diversi produttori dell'Estremo Oriente. Tra cui registratori a cassette con marchio "Garrard", lettori CD, ricevitori stereo, radio/lettori di cassette portatili, lettori di cassette portatili di tipo "Walkman", cavi per stampanti, telecomandi universali per TV/audio e altro, compresi i giradischi che non avevano alcuna connessione con gli originali giradischi Garrard.
Nel 2018, Cadence Audio SA, che possiede anche il produttore britannico di giradischi e bracci SME Limited, ha acquisito la proprietà del marchio Garrard e dei marchi registrati quando ha acquistato Loricraft Audio Ltd. L'attività è stata ristrutturata ed ha cambiato nome in Garrard Turntables UK Ltd.

## Garrard 301 e 401

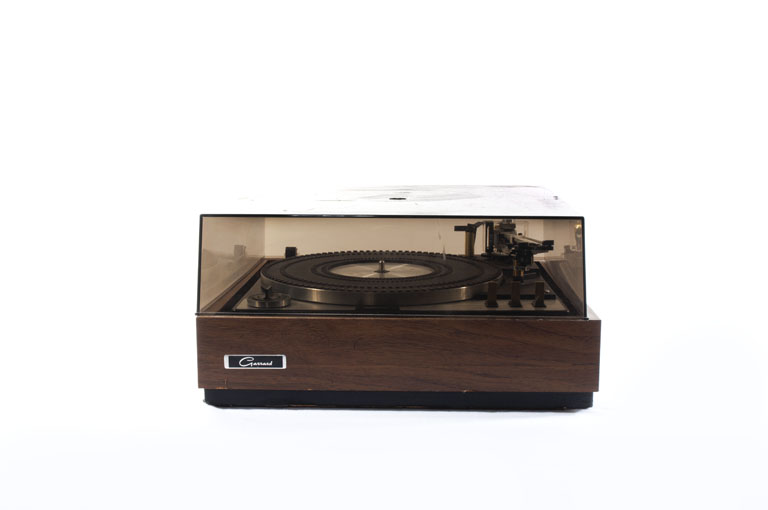
Un classico giradischi Garrard, modello Z2000B

Il giradischi per trascrizione Garrard 301 è stato il primo giradischi per trascrizione che supportava tutti i formati di riproduzione commerciali esistenti: i dischi 33, 45 e 78 giri dell'epoca. Il primo modello fu il Garrard 301. Furono realizzate versioni con cuscinetti a olio e grasso. Il successivo 401 era quasi identico meccanicamente, ma con un esterno ridisegnato, un motore più potente, un controllo della velocità di frenata a correnti parassite leggermente diverso e un diverso cuscinetto reggispinta del giradischi. Entrambi i modelli sono stati utilizzati dalla BBC e nelle stazioni radio commerciali, principalmente in Europa. Furono esportati anche il 301 e, in misura minore, il 401. La produzione della 301 iniziò nel 1953 e le vendite furono lanciate nel 1954. La 401 fu introdotta nel 1965 e prodotta fino al 1976.